# Friedrich Heimler
Friedrich Heimler, SDB  (Unterlammerthal, 17 de fevereiro de 1942 - Campo Grande, 7 de novembro de 2018) foi um bispo católico, Bispo Emérito de Cruz Alta.

## Biografia
Filho de Ludwig Heimler e Anna Heimler. Fez os estudos primários em Buxheim e posteriormente, já no Brasil com a dupla nacionalidade (alemã e brasileira), cursou Filosofia no Instituto Pedagógico Salesiano São Vicente, na cidade de Campo Grande. Cursou também a faculdade de Teologia em Benediktbeuern. Graduou-se em Pedagogia na Universidade Católica Dom Bosco, em Campo Grande.
No dia 15 de agosto de 1960 emitiu os votos perpétuos na Pia Sociedade de São Francisco de Sales. Foi ordenado sacerdote na Alemanha na cidade de Penzberg, aos 12 de julho de 1970, sendo sacerdote salesiano. 
Como sacerdote exerceu os seguintes encargos: De 1971 a 1976 foi Coordenador de Catequese no Instituto de Pedagogia São Vicente de Campo Grande; de 1977 a 1979 foi diretor do Colégio Santa Teresa em Corumbá; em 1981 e 1982 foi diretor pedagógico do Colégio Dom Bosco em Campo Grande; nos anos de 1983 e 1984 foi ecônomo provincial e desde 1994 até a sua nomeação como bispo, estava novamente como diretor do Colégio Santa Teresa em Corumbá.   
Aos 9 de dezembro de 1998 foi nomeado pelo Papa João Paulo II como Bispo Coadjutor da Diocese de Umuarama, no Paraná. Foi ordenado bispo por Dom Vitório Pavanello, SDB, arcebispo de Campo Grande, no dia 31 de janeiro de 1999, na cidade de Corumbá, Mato Grosso do Sul; esta data lembra o dia de São João Bosco, fundador da sua congregação.
Atuou na Diocese de Umuarama de 14 de março de 1999 a 7 de maio de 2002, quando foi nomeado bispo diocesano da Diocese de Cruz Alta, no Rio Grande do Sul, aos 8 de maio de 2002, tomando posse no dia 16 de junho do mesmo ano.
No dia 11 de junho de 2014 o Papa Francisco aceitou o seu pedido de renúncia, por motivo de saúde, ao governo da Diocese de Cruz Alta.
Após a sua saída da Diocese de Cruz Alta, voltou à residir em Campo Grande. Faleceu em 7 de novembro de 2018 após ficar um breve período hospitalizado após sofrer um AVE (Acidente Vascular Encefálico). 